# Божок, Василий Николаевич
Василий Николаевич Божок (1 января 1991, село Студеница, Житомирская область) — старший лейтенант Вооруженных сил Украины. Участник войны на востоке Украины. Герой Украины (2015).

## Биография
Родился в селе Студеница Коростышевского района Житомирской области. Учился в местной школе до третьего класса. В 2002 году мать Галина Васильевна Божок вместе с детьми Василием, Надеждой и Владимиром переехала в село Левков Житомирского района. В 2009 году Василий окончил одиннадцатый класс Левковской общеобразовательной школы.
В 2013 году окончил Академию сухопутных войск имени гетмана Петра Сагайдачного, получил специальность «Управление действиями подразделений танковых войск». Служил в звании лейтенанта в 1-й танковой роте воинской части № 6250 (92-я отдельная механизированная бригада).
В январе 2015 года, во время боевых действий на востоке Украины, с бригадой прибыл в Артемовск. 12 февраля подразделение капитана Олега Баркатова получил приказ выдвинуться в село Логвиново для помощи военным 79-й бригады при зачистке населенного пункта. Экипаж танка выбивал террористов из домов, где они засели, потери последних были значительными. После того получили приказ замаскироваться в лесополосе за селом. При выдвижении на позиции обнаружили 3 танка террористов, которые двигались от Углегорска. В ходе боя один танк противника вспыхнул. Старший солдат-механик танка Артур Шахмандаров начал отводить боевую машину задним ходом, при этом Божок вел огонь по противнику. Террористы не наблюдали, откуда велся огонь, и сосредоточили обстрел подбитого украинского танка вблизи трассы. Экипаж спрятал танк за двумя подбитыми БМП и продолжали обстрел противника, подбили второй танк, башня от взрыва отлетела от корпуса. Маневрируя и ведя обстрел, экипаж продолжал бой, в это время на помощь террористам прибыли 3 танка, однако они не смогли обнаружить украинский боевую машину. Будучи замаскированными, экипаж сумел подбить еще один танк террористов. После использования почти всего боекомплекта танк двинулся к Луганского, взяв на броню трех воинов 79-й бригады.
В селе Левков Житомирской области в июне 2016 именем Василия Божко была названа улица. В распоряжении о переименовании улиц ошибочно было указано, что Василий погиб во время войны на востоке Украины..

## Награды
- Звание Герой Украины с вручением ордена «Золотая Звезда» (14 октября 2015) — «за личное мужество и героизм, проявленные в защите государственного суверенитета и территориальной целостности Украины, самоотверженное служение украинскому народу»[6][7];
- Орден Богдана Хмельницкого II степени (27 декабря 2023) — за личное мужество и высокий профессионализм, проявленные в защите государственного суверенитета и территориальной целостности Украины, верность военной присяге[8].
- Орден Богдана Хмельницкого III степени (27 июня 2015) — «за личное мужество и высокий профессионализм, проявленные в защите государственного суверенитета и территориальной целостности Украины, верность военной присяге»[9].